# Моруа, Пьер
Пьер Моруа (фр. Pierre Mauroy; 5 июля 1928, Картиньи, департамент Нор — 7 июня 2013, Кламар, департамент О-де-Сен) — французский политик-социалист, премьер-министр Франции с 22 мая 1981 по 17 июля 1984 года.

## Биография
Родился в Картиньи департамент Нор в семье учителя, Окончил педагогическое училище, по профессии преподаватель в системе производственного обучения.
Работал учителем, руководил молодёжным движением Соцпартии и профсоюзом технических преподавателей. В 1945 году примкнул к социалистическому движению.
В 1950—1958 годах — национальный секретарь организации Социалистическая молодёжь Франции. В 1955—1959 годах — генеральный секретарь профсоюза работников колледжей производственного обучения Федерации национального образования. С 1961 года — секретарь федерации социалистической партии СФИО в родном департаменте Нор, одного из трёх крупнейших в партии. С 1963 года — член политбюро, а с 1966 года — заместитель генерального секретаря (Ги Молле) СФИО. В 1965—1968 годах — член исполкома Федерации демократических и социалистических сил.
В 1971 году поддержал Франсуа Миттерана и стал его заместителем в реорганизованной Соцпартии, возглавил её северную федерацию и был избран национальным секретарём партии по вопросам координации (1971—1979 годы). В 1973 году избран мэром Лилля, главного города своего департамента, и депутатом Национального собрания Франции.
Вскоре, однако, он оказался в оппозиции Миттерану, увольнявшему из партии бывших членов СФИО в пользу членов своего «ближнего круга». Он блокировался с Мишелем Рокаром, внутрипартийным оппонентом Миттерана и кандидатом ОСП на выборах-1969, в 1979 году. Однако Миттеран не изгнал из партии ни Рокара, ни Моруа, а второго даже сделал своим доверенным лицом перед выборами-1981.

## На должности премьер-министра
После победы на президентских выборах 1981 года Франсуа Миттеран назначил Моруа премьер-министром и распустил парламент с целью получить большинство и в законодательных органах. Кабинет Моруа впервые после 1946 года включал министров-коммунистов (4 министерских поста; в правительство также входили представители Движения левых радикалов и Движения демократов). Последующие выборы дали в парламенте однородное президентское большинство.
Кабинет Моруа провёл социальные законы, сократил рабочую неделю до 39 часов и ввёл пенсию в 60 лет. Однако Моруа пытался противодействовать политической программе социалистов, принятой Миттераном в 1983 году. В следующем году он подал в отставку.
В 1988—1992 годах — (после переизбрания Миттерана на второй срок, когда Рокар стал премьером) Моруа был первым секретарём СПФ и стремился примирить партию, раздираемую внутренней борьбой между «рокардианцами» и непосредственным окружением Миттерана (такими, как Лионель Жоспен).

## Председатель Социнтерна
В 1992—1999 годах — председатель Социнтерна, избран в Сенат Франции. В 2001 году ушёл в отставку с поста мэра Лилля, его преемницей стала Мартин Обри, также видная деятельница социалистов. Моруа считается моральным авторитетом французских левых. При выдвижении кандидатуры на выборы-2007 поддержал Сеголен Руаяль.
Умер 7 июня 2013 года от осложнений рака лёгких в возрасте 84 лет.

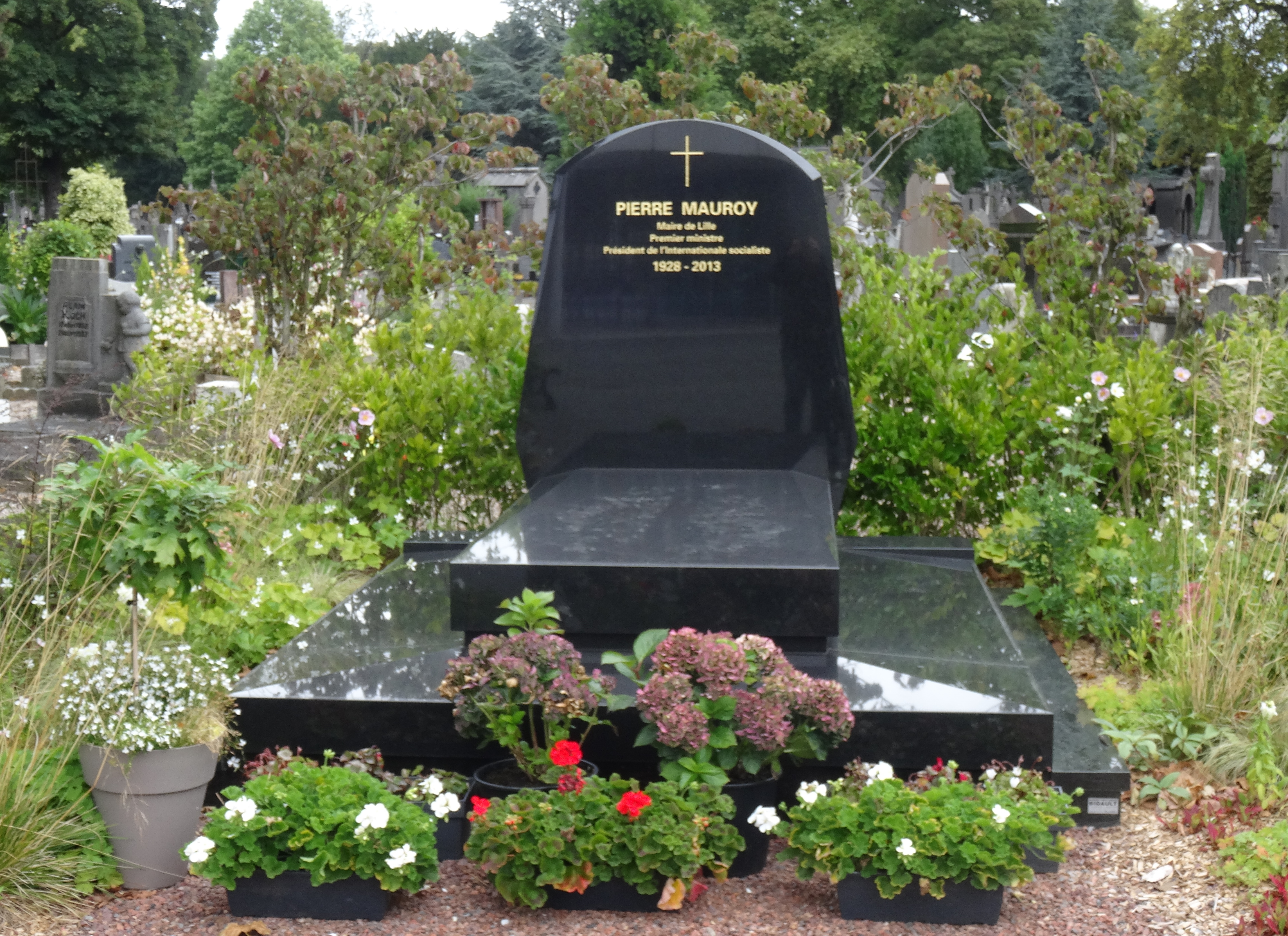

## Награды
- Офицер Национального ордена Квебека
- Почётный гражданин Бухареста (6 марта 1997 года)[5]